# Selección femenina de baloncesto sub-20 del Reino Unido
La selección femenina de baloncesto sub-20 del Reino Unido es un equipo nacional de baloncesto de Gran Bretaña, administrado por el British Basketball. Representa al país en las competiciones internacionales femeninas de baloncesto sub-20.

## Participaciones

### Campeonato Europeo de Baloncesto Femenino Sub-20
| Año  | División A | División B        |
| ---- | ---------- | ----------------- |
| 2006 |            | 4°                |
| 2007 |            | Medalla de bronce |
| 2008 |            | 10°               |
| 2009 |            | 9°                |
| 2010 |            | Medalla de oro    |
| 2011 | 8°         |                   |
| 2012 | 16.º       |                   |
| 2013 |            | 8°                |
| 2014 |            | 7°                |
| 2015 |            | 9°                |
| 2016 |            | 5°                |
| 2017 |            | 8°                |
| 2018 |            | 10°               |
| 2019 |            | 4°                |